# فليب جونسون
فليب جونسون (بالإنجليزية: Flip Johnson)‏ هو لاعب كرة قدم أمريكية أمريكي، ولد في 13 يوليو 1963 في Cheek, Texas ‏ في الولايات المتحدة.

## وصلات خارجية
- فليب جونسون على موقع مرجع كرة القدم المحترفة.كوم (الإنجليزية)